# Stefano Ranuzzi
Stefano Ranuzzi (Bologna, 10 giugno 1954 – Bologna, 28 dicembre 2016) è stato un cestista e allenatore di pallacanestro italiano.
Era figlio di Renzo Ranuzzi.

## Carriera
Ha giocato in Serie A e A1 con la Virtus Bologna e la Mens Sana Siena. Ha allenato in Serie A1 maschile Montecatini, dove aveva militato anche come giocatore nella Panapesca Montecatini, in Serie A1 femminile Alcamo.